# Mr Boo contre Pom Pom
Série
Le Retour de Pom Pom
(1984) Pom Pom contre-attaque
(1986)
Pour plus de détails, voir Fiche technique et Distribution.
Mr Boo contre Pom Pom (智勇三寶, Ji yung sam bo) est une comédie d'action hongkongaise réalisée par Wu Ma et sortie en 1985 à Hong Kong. C'est le troisième volet de la série des Pom Pom après Le Retour de Pom Pom, sorti l'année précédente.
Elle totalise 17 089 402 HK$ de recettes au box-office. Sa suite, Pom Pom contre-attaque, sort l'année suivante.

## Synopsis
Travaillant au département scientifique de la police de Hong Kong, Mr Boo (Michael Hui), bien que distrait et débraillé, est compétent dans son travail. Sa belle épouse (Terry Hu (en)) commence à être courtisée par le beau milliardaire Yang (Stuart Ong) et Mr Boo doit maintenant essayer de la reconquérir. Alors qu’il travaille sur un cambriolage de banque, il rencontre les inspecteurs Chow (Richard Ng) et Beethoven (John Shum) qui promettent de l'aider dans sa vie amoureuse.

## Fiche technique
- Titre original : 智勇三寶
- Titre français : Mr Boo contre Pom Pom
- Réalisation : Wu Ma
- Scénario : Chan Wai-yee
- Production : Sammo Hung
- Pays d'origine :  Hong Kong
- Langue originale : cantonais
- Format : couleur
- Genre : comédie d'action
- Durée : 92 minutes
- Dates de sortie :
  -  Hong Kong : 9 mars 1985
  -  France : 6 septembre 2011 (en DVD)

## Distribution
- Michael Hui : Mr Boo
- Richard Ng : l'inspecteur Ng Ah Chiu
- John Shum : l'inspecteur Beethoven
- Terry Hu (en) : la femme de Mr Boo
- Deannie Yip : Anna, la fiancée de Ng
- Stuart Ong : Yang le milliardaire
- Philip Chan : l'inspecteur Chan